# Johann Georg von Brandenburg

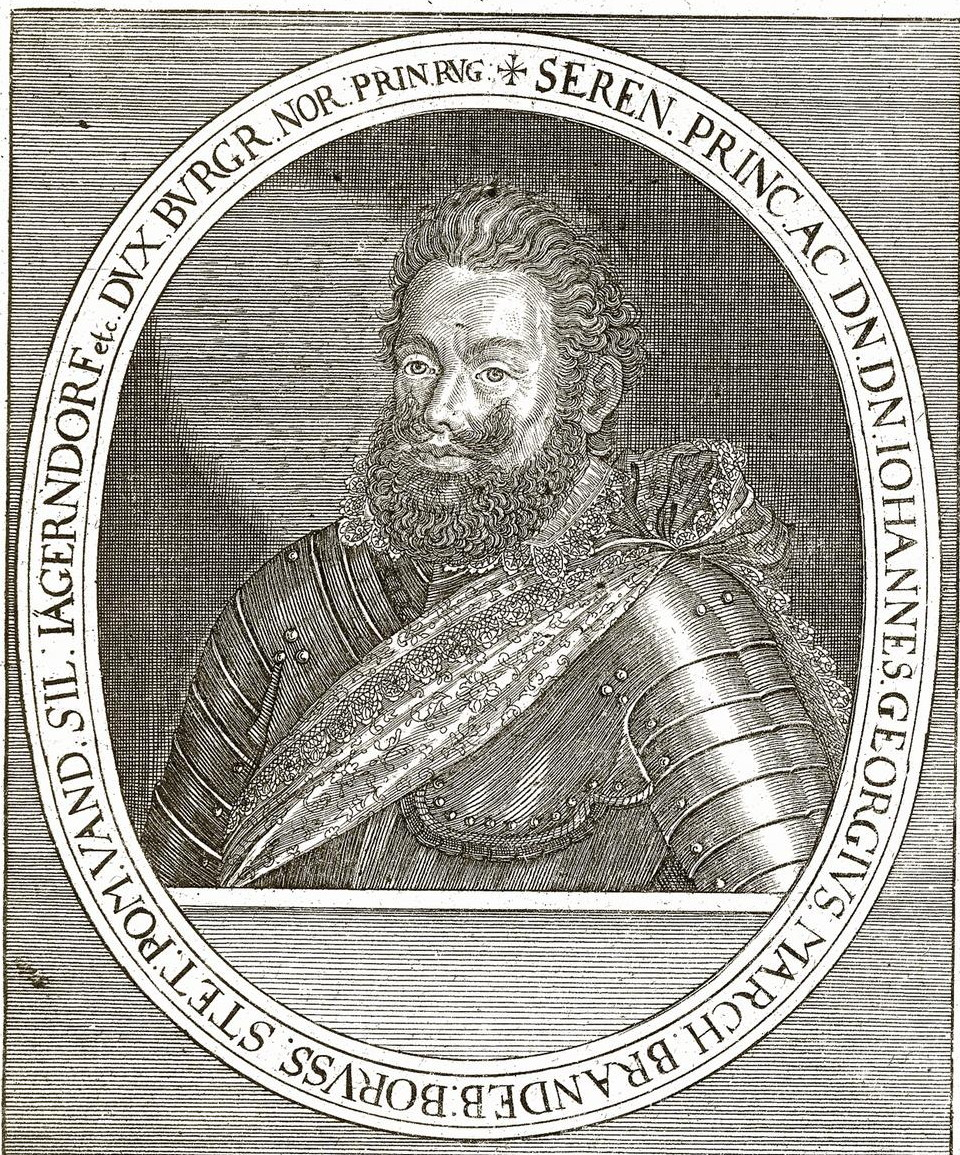
Grabado de Johann Georg por Matthäus Merian (1662).

Johann Georg von Brandenburg (16 de diciembre de 1577 - 2 de marzo de 1624) fue un noble y eclesiástico alemán en el Sacro Imperio Romano Germánico. Fue el administrador (obispo) de Estrasburgo desde 1592 hasta 1604 y Duque de Jägerndorf (Krnov), uno de los ducados de Silesia, entre 1607 y 1624.
Nacido en Wolmirstedt, Johann Georg era el segundo hijo varón del Elector Joaquín Federico de Brandeburgo y de Catalina de Brandeburgo-Küstrin. Como todos los miembros masculinos de su familia, ostentó el título de Margrave de Brandeburgo como título de cortesía. Con su hermano Johann Sigismund, fue enviado a estudiar a la Universidad de Estrasburgo en 1588. Ahí los hermanos, ambos luteranos, cayeron bajo la influencia de enseñanzas calvinistas.
Tras la muerte del obispo Johann IV von Manderscheid-Blankenheim, la mayoría protestante en el capítulo de la diócesis de Estrasburgo eligió al joven de 15 años Johann Georg para administrar la diócesis el 20 de mayo de 1592. Esta decisión estaba diseñada para unir a los protestantes de Alemania tras ellos. La minoría católica eligió al cardenal Carlos de Lorena en oposición a Johann. Después siguió la guerra de los doce años en Estrasburgo. Esta terminó finalmente por el Tratado de Haguenau el 22 de noviembre de 1604. Johann cedió la diócesis a Carlos y recibió una compensación a cambio.
En 1607, el padre de Johann Georg le concedió el Ducado de Jägerndorf, que había pertenecido al difunto Jorge Federico de Ansbach. El emperador Rodolfo II, en cuyo Reino de Bohemia se situaba el Ducado de Jägerndorf, rechazó admitir a Johann como duque y pidió por Beuthen y Oderberg como prendas. Sus sucesores Matías y Fernando II, sin embargo, asumieron el juramento de lealtad de Johann en 1611 y 1617. Una disputa sobre las prendas no se resolvió hasta el 17 de mayo de 1618, y en esa fecha la posesión de Johann sobre Jägerndorf ya era definitiva.
Johann Georg fue uno de los cinco protestantes miembros de los estados de Silesia que se unieron con los estados de Bohemia para exigir tolerancia religiosa de Rodolfo II el 25 de junio de 1609. Los silesios recibieron la Carta de Majestad, concediéndoles la petición, el 20 de agosto. Cuando estalló la guerra de los Treinta Años en 1618, los estados de Silesia se unieron a los bohemios en oposición al emperador Fernando II. Aunque Johann jugó un papel relativamente menor en las acciones militares de los primeros años, fue el único noble silesio o bohemio en ser depuesto por un victorioso Fernando después de la batalla de la Montaña Blanca (29 de enero de 1621). Se negó a aceptar su deposición y continuó luchando con el ejército de mercenarios en las regiones de Neisse y Glatzer. Se unió al príncipe transilvano Gabriel Bethlen, elegido Rey de Hungría en oposición a Fernando, y fue instrumental en su éxito militar en 1621. En enero de 1622, sin embargo, hizo las paz con el emperador en Nikolsburg. Permaneció con Gabriel Bethlen, esperando que la guerra estallara de nuevo, pero murió en Lőcse en Hungría antes que eso sucediera.